# Omnium féminin aux Jeux olympiques d'été de 2016
Navigation
Londres 2012 Tokyo 2020
L'omnium féminin, épreuve de cyclisme sur piste des Jeux olympiques d'été de 2016, a lieu les 15 et 16 août 2016 sur le vélodrome de Barra, à Rio de Janeiro, au Brésil. C'est la deuxième fois que l'épreuve est au programme des Jeux olympiques.
La médaille d'or revient à la Britannique Laura Trott, la médaille d'argent à l'Américaine Sarah Hammer et la médaille de bronze à la Belge Jolien D'Hoore.

## Format de la compétition
Chaque épreuve donne lieu à un classement individuel. Les classements des coureuses sur les épreuves sont cumulés. La vainqueur de l'omnium est la coureuse totalisant le plus de points à l'issue des épreuves. En cas d'ex-aequo, la vainqueur est la coureuse ayant réalisé le meilleur temps cumulé lors des épreuves contre-la-montre.
L'omnium comprend six épreuves se déroulant sur deux journées selon l'ordre ci-après :
1. Course scratch
2. Poursuite individuelle, sur 3 000 m. Elle oppose chaque fois 2 coureuses dans l'ordre inverse du classement général après la Course scratch
3. Course à l'élimination
4. Contre-la-montre, sur 500 m. Chaque fois 2 coureuses en piste dans l'ordre inverse du classement général après la Course à l'élimination
5. Tour lancé : contre-la-montre de 250 mètres
6. Course aux points

## Programme
Tous les horaires correspondent à l'UTC-3
| Date    | Horaire | Épreuve                |
| ------- | ------- | ---------------------- |
| 15 août | 11 h 00 | Course scratch         |
| 15 août | 16 h 30 | Poursuite individuelle |
| 15 août | 18 h 00 | Course à l'élimination |
| 16 août | 11 h 00 | Contre-la-montre       |
| 16 août | 16 h 00 | Tour lancé             |
| 16 août | 17 h 00 | Course aux points      |

## Médaillées
| Or          | Argent       | Bronze         |
| Laura Trott | Sarah Hammer | Jolien D'Hoore |

## Résultats

### Course scratch
| Rang | Cycliste           | Pays             | Tours | Points |
| ---- | ------------------ | ---------------- | ----- | ------ |
| 1    | Tatsiana Sharakova | Biélorussie      | 0     | 40     |
| 2    | Laura Trott        | Grande-Bretagne  | −1    | 38     |
| 3    | Jolien D'Hoore     | Belgique         | −1    | 36     |
| 4    | Sarah Hammer       | États-Unis       | −1    | 34     |
| 5    | Lauren Ellis       | Nouvelle-Zélande | −1    | 32     |
| 6    | Annette Edmondson  | Australie        | −1    | 30     |
| 7    | Amalie Dideriksen  | Danemark         | −1    | 28     |
| 8    | Laurie Berthon     | France           | −1    | 26     |
| 9    | Kirsten Wild       | Pays-Bas         | −1    | 24     |
| 10   | Daria Pikulik      | Pologne          | −1    | 22     |
| 11   | Diao Xiao Juan     | Hong Kong        | −1    | 20     |
| 12   | Marlies Mejias     | Cuba             | −1    | 18     |
| 13   | Hsiao Mei-yu       | Taipei chinois   | −1    | 16     |
| 14   | Allison Beveridge  | Canada           | −1    | 14     |
| 15   | Luo Xiaoling       | Chine            | −1    | 12     |
| 16   | Anna Knauer        | Allemagne        | −1    | 10     |
| 17   | Sakura Tsukagoshi  | Japon            | −1    | 8      |
| 18   | Angie González     | Venezuela        | −1    | 6      |

### Poursuite individuelle
| Rang | Cycliste           | Pays             | Temps    | Points | Points après 2 épreuves | Classement général |
| ---- | ------------------ | ---------------- | -------- | ------ | ----------------------- | ------------------ |
| 1    | Laura Trott        | Grande-Bretagne  | 3:25.054 | 40     | 78                      | 1                  |
| 2    | Sarah Hammer       | États-Unis       | 3:26.988 | 38     | 72                      | 2                  |
| 3    | Jolien D'Hoore     | Belgique         | 3:30.202 | 36     | 72                      | 2                  |
| 4    | Amalie Dideriksen  | Danemark         | 3:30.264 | 34     | 62                      | 4                  |
| 5    | Kirsten Wild       | Pays-Bas         | 3:31.941 | 32     | 56                      | 8                  |
| 6    | Lauren Ellis       | Nouvelle-Zélande | 3:33.221 | 30     | 62                      | 4                  |
| 7    | Annette Edmondson  | Australie        | 3:33.818 | 28     | 58                      | 7                  |
| 8    | Marlies Mejias     | Cuba             | 3:34.034 | 26     | 44                      | 9                  |
| 9    | Allison Beveridge  | Canada           | 3:36.938 | 24     | 38                      | 12                 |
| 10   | Tatsiana Sharakova | Biélorussie      | 3:37.204 | 22     | 62                      | 4                  |
| 11   | Daria Pikulik      | Pologne          | 3:39.880 | 20     | 42                      | 11                 |
| 12   | Laurie Berthon     | France           | 3:40.180 | 18     | 44                      | 9                  |
| 13   | Anna Knauer        | Allemagne        | 3:42.987 | 16     | 26                      | 14                 |
| 14   | Diao Xiao Juan     | Hong Kong        | 3:44.455 | 14     | 34                      | 13                 |
| 15   | Luo Xiaoling       | Chine            | 3:45.186 | 12     | 24                      | 15                 |
| 16   | Sakura Tsukagoshi  | Japon            | 3:46.842 | 10     | 18                      | 16                 |
| 17   | Angie González     | Venezuela        | 3:47.161 | 8      | 14                      | 18                 |
| 18   | Hsiao Mei-yu       | Taipei chinois   | 3:58.713 | 6      | 18                      | 16                 |

### Course par élimination
| Rang | Cycliste           | Pays             | Points | Points après 3 épreuves | Classement général |
| ---- | ------------------ | ---------------- | ------ | ----------------------- | ------------------ |
| 1    | Laura Trott        | Grande-Bretagne  | 40     | 118                     | 1                  |
| 2    | Jolien D'Hoore     | Belgique         | 38     | 110                     | 2                  |
| 3    | Sarah Hammer       | États-Unis       | 36     | 108                     | 3                  |
| 4    | Kirsten Wild       | Pays-Bas         | 34     | 90                      | 5                  |
| 5    | Annette Edmondson  | Australie        | 32     | 90                      | 5                  |
| 6    | Amalie Dideriksen  | Danemark         | 30     | 92                      | 4                  |
| 7    | Tatsiana Sharakova | Biélorussie      | 28     | 90                      | 5                  |
| 8    | Anna Knauer        | Allemagne        | 26     | 52                      | 10                 |
| 9    | Laurie Berthon     | France           | 24     | 68                      | 9                  |
| 10   | Luo Xiaoling       | Chine            | 22     | 46                      | 15                 |
| 11   | Lauren Ellis       | Nouvelle-Zélande | 20     | 82                      | 8                  |
| 12   | Angie González     | Venezuela        | 18     | 32                      | 17                 |
| 13   | Hsiao Mei-yu       | Taipei chinois   | 16     | 38                      | 16                 |
| 14   | Diao Xiao Juan     | Hong Kong        | 14     | 48                      | 14                 |
| 15   | Allison Beveridge  | Canada           | 12     | 50                      | 12                 |
| 16   | Daria Pikulik      | Pologne          | 10     | 52                      | 10                 |
| 17   | Sakura Tsukagoshi  | Japon            | 8      | 26                      | 18                 |
| 18   | Marlies Mejias     | Cuba             | 6      | 50                      | 12                 |

### 500 mètres contre-la-montre
| Rang | Cycliste           | Pays             | Temps  | Points | Points après 4 épreuves | Classement général |
| ---- | ------------------ | ---------------- | ------ | ------ | ----------------------- | ------------------ |
| 1    | Annette Edmondson  | Australie        | 34.938 | 40     | 130                     | 4                  |
| 2    | Laura Trott        | Grande-Bretagne  | 35.253 | 38     | 156                     | 1                  |
| 3    | Laurie Berthon     | France           | 35.275 | 36     | 104                     | 6                  |
| 4    | Jolien D'Hoore     | Belgique         | 35.326 | 34     | 144                     | 2                  |
| 5    | Sarah Hammer       | États-Unis       | 35.366 | 32     | 140                     | 3                  |
| 6    | Sakura Tsukagoshi  | Japon            | 35.625 | 30     | 56                      | 17                 |
| 7    | Hsiao Mei-yu       | Taipei chinois   | 35.636 | 28     | 66                      | 13                 |
| 8    | Marlies Mejias     | Cuba             | 35.655 | 26     | 76                      | 10                 |
| 9    | Allison Beveridge  | Canada           | 36.247 | 24     | 74                      | 12                 |
| 10   | Anna Knauer        | Allemagne        | 36.370 | 22     | 74                      | 11                 |
| 11   | Lauren Ellis       | Nouvelle-Zélande | 36.427 | 20     | 102                     | 7                  |
| 12   | Angie González     | Venezuela        | 36.535 | 18     | 50                      | 18                 |
| 13   | Kirsten Wild       | Pays-Bas         | 36.562 | 16     | 106                     | 5                  |
| 14   | Daria Pikulik      | Pologne          | 36.690 | 14     | 66                      | 14                 |
| 15   | Luo Xiaoling       | Chine            | 36.944 | 12     | 58                      | 15                 |
| 16   | Diao Xiao Juan     | Hong Kong        | 36.944 | 10     | 58                      | 16                 |
| 17   | Tatsiana Sharakova | Biélorussie      | 37.007 | 8      | 98                      | 8                  |
| 18   | Amalie Dideriksen  | Danemark         | 38.032 | 6      | 98                      | 9                  |

### Tour lancé
| Rang | Cycliste           | Pays             | Temps  | Points | Points après 5 épreuves | Classement général |
| ---- | ------------------ | ---------------- | ------ | ------ | ----------------------- | ------------------ |
| 1    | Laura Trott        | Grande-Bretagne  | 13.708 | 40     | 196                     | 1                  |
| 2    | Annette Edmondson  | Australie        | 13.878 | 38     | 168                     | 4                  |
| 3    | Laurie Berthon     | France           | 13.903 | 36     | 140                     | 5                  |
| 4    | Kirsten Wild       | Pays-Bas         | 14.023 | 34     | 140                     | 5                  |
| 5    | Sarah Hammer       | États-Unis       | 14.081 | 32     | 172                     | 2                  |
| 6    | Allison Beveridge  | Canada           | 14.140 | 30     | 104                     | 9                  |
| 7    | Jolien D'Hoore     | Belgique         | 14.195 | 28     | 172                     | 2                  |
| 8    | Daria Pikulik      | Pologne          | 14.409 | 26     | 92                      | 13                 |
| 9    | Marlies Mejias     | Cuba             | 14.441 | 24     | 100                     | 11                 |
| 10   | Anna Knauer        | Allemagne        | 14.447 | 22     | 96                      | 12                 |
| 11   | Diao Xiao Juan     | Hong Kong        | 14.499 | 20     | 78                      | 15                 |
| 12   | Hsiao Mei-yu       | Taipei chinois   | 14.532 | 18     | 84                      | 14                 |
| 13   | Tatsiana Sharakova | Biélorussie      | 14.564 | 16     | 114                     | 8                  |
| 14   | Lauren Ellis       | Nouvelle-Zélande | 14.574 | 14     | 116                     | 7                  |
| 15   | Sakura Tsukagoshi  | Japon            | 14.638 | 12     | 68                      | 16                 |
| 16   | Angie González     | Venezuela        | 14.660 | 10     | 60                      | 18                 |
| 17   | Luo Xiaoling       | Chine            | 14.740 | 8      | 66                      | 17                 |
| 18   | Amalie Dideriksen  | Danemark         | 14.940 | 6      | 104                     | 9                  |

### Course aux points
| Rang | Cycliste           | Pays             | Points | Points après 6 épreuves | Classement général |
| ---- | ------------------ | ---------------- | ------ | ----------------------- | ------------------ |
| 1    | Amalie Dideriksen  | Danemark         | 85     | 189                     | 5                  |
| 2    | Lauren Ellis       | Nouvelle-Zélande | 73     | 189                     | 4                  |
| 3    | Marlies Mejias     | Cuba             | 73     | 173                     | 7                  |
| 4    | Tatsiana Sharakova | Biélorussie      | 50     | 164                     | 9                  |
| 5    | Kirsten Wild       | Pays-Bas         | 43     | 183                     | 6                  |
| 6    | Sarah Hammer       | États-Unis       | 34     | 206                     | 2                  |
| 7    | Laura Trott        | Grande-Bretagne  | 34     | 230                     | 1                  |
| 8    | Jolien D'Hoore     | Belgique         | 27     | 199                     | 3                  |
| 9    | Laurie Berthon     | France           | 23     | 163                     | 10                 |
| 10   | Diao Xiao Juan     | Hong Kong        | 22     | 100                     | 12                 |
| 11   | Anna Knauer        | Allemagne        | 3      | 99                      | 13                 |
| 12   | Luo Xiaoling       | Chine            | 2      | 68                      | 15                 |
| 13   | Angie González     | Venezuela        | 1      | 61                      | 18                 |
| 14   | Sakura Tsukagoshi  | Japon            | 0      | 68                      | 16                 |
| 15   | Daria Pikulik      | Pologne          | 0      | 92                      | 14                 |
| 16   | Annette Edmondson  | Australie        | 0      | 168                     | 8                  |
| 17   | Allison Beveridge  | Canada           | 0      | 104                     | 11                 |
| 18   | Hsiao Mei-yu       | Taipei chinois   | -20    | 64                      | 17                 |

## Classement général final
Classement général final après six épreuves.
| Rang | Cycliste           | Pays             | CS | PI | CE | 500 | TL | CP  | Total |
| ---- | ------------------ | ---------------- | -- | -- | -- | --- | -- | --- | ----- |
| 1    | Laura Trott        | Grande-Bretagne  | 38 | 40 | 40 | 38  | 40 | 34  | 230   |
| 2    | Sarah Hammer       | États-Unis       | 34 | 38 | 36 | 32  | 32 | 34  | 206   |
| 3    | Jolien D'Hoore     | Belgique         | 36 | 36 | 38 | 34  | 28 | 27  | 199   |
| 4    | Lauren Ellis       | Nouvelle-Zélande | 32 | 30 | 20 | 20  | 14 | 73  | 189   |
| 5    | Amalie Dideriksen  | Danemark         | 28 | 34 | 30 | 6   | 6  | 85  | 189   |
| 6    | Kirsten Wild       | Pays-Bas         | 24 | 32 | 34 | 16  | 34 | 43  | 183   |
| 7    | Marlies Mejias     | Cuba             | 18 | 26 | 6  | 26  | 24 | 73  | 173   |
| 8    | Annette Edmondson  | Australie        | 30 | 28 | 32 | 40  | 38 | 0   | 168   |
| 9    | Tatsiana Sharakova | Biélorussie      | 40 | 22 | 28 | 8   | 16 | 50  | 164   |
| 10   | Laurie Berthon     | France           | 26 | 18 | 24 | 36  | 36 | 23  | 163   |
| 11   | Allison Beveridge  | Canada           | 14 | 24 | 12 | 24  | 30 | 0   | 104   |
| 12   | Diao Xiao Juan     | Hong Kong        | 20 | 14 | 14 | 10  | 20 | 22  | 100   |
| 13   | Anna Knauer        | Allemagne        | 10 | 16 | 26 | 22  | 22 | 3   | 99    |
| 14   | Daria Pikulik      | Pologne          | 22 | 20 | 10 | 14  | 26 | 0   | 92    |
| 15   | Luo Xiaoling       | Chine            | 12 | 12 | 22 | 12  | 8  | 2   | 68    |
| 16   | Sakura Tsukagoshi  | Japon            | 8  | 10 | 8  | 30  | 12 | 0   | 68    |
| 17   | Hsiao Mei-yu       | Taipei chinois   | 16 | 6  | 16 | 28  | 18 | −20 | 64    |
| 18   | Angie González     | Venezuela        | 6  | 8  | 18 | 18  | 10 | 1   | 61    |

Légende:
CS: Course scratch. PI: Poursuite individuelle. CE: Course à l'élimination.
500: Contre-la-montre. TL: Tour lancé. CP: Course aux points.